# مجلة عربيات

## إنطلاقتها
سجل عام 2000 افتتاح مجلة عربيات كأول موقع عربي متخصص في النشر الإلكتروني سبقت انطلاقته دراسات مستفيضة للوصول إلى قالب متكامل يغطي تبويبه اهتمامات المتصفح العربي بمحتوى خاص ويقدم فكرة جديدة يخطو بها الإعلام الإلكتروني العربي نحو عصر جديد تستثمر فيه التقنيات الحديثة وتوظف مزاياها في سبيل تقديم (مفهوم حديث للصحافة العربية وأبعاد جديدة للإنترنت).
وقد قامت بتأسيس المجلة الأستاذة رانية سلامة  صاحبة مؤسسة عربيات الدولية لتقنية المعلومات حيث تتكفل بإدارة المجلة من الجانب التقني في مكتبها الرئيسي بمدينة جدة في المملكة العربية السعودية بالإضافة إلى إدارة التحرير والتنسيق مع فريق المراسلين في الدول المختلفة.

## أهم أقسامها
«اللقاءات الحصرية» حيث استضافت منذ انطلاقتها عدد من الرؤساء والوزراء والمسؤولين والمفكرين والأدباء في العالم العربي والإسلامي، «التحقيقات الصحفية» التي يتم طرحها بشكل موسع مع الاسترشاد بآراء المختصين، «مدارات اقتصادية» حيث افتتحت عربيات أول منتدى تفاعلي متخصص في السوق المالية السعودية عام 2001  بالإضافة للتغطيات والدراسات الاقتصادية، وتوسعت عربيات في مجال الدراسات المسحية حول قضايا مختلفة، إلى جانب الأقسام الأقسام الإسلامية والنسائية والتقارير الدولية.
كما تضم عربيات قاعات لعرض أعمال أهم الفنانين التشكيليين في العالم العربي، وكتب إلكترونية حصلت على الحقوق الحصرية لنشرها على الإنترنت.

## وصلات خارجية
- قالوا عن مجلة عربيات